# Шарпсбург (Кентаки)
Шарпсбург (енгл. Sharpsburg) град је у америчкој савезној држави Кентаки.

## Демографија
По попису из 2010. године број становника је 323, што је 28 (9,5%) становника више него 2000. године.
| Група             | 2000.       | 2010.       |
| Белци             | 226 (76,6%) | 264 (81,7%) |
| Афроамериканци    | 59 (20,0%)  | 47 (14,6%)  |
| Азијати           | 0 (0,0%)    | 0 (0,0%)    |
| Хиспаноамериканци | 5 (1,7%)    | 6 (1,9%)    |
| Укупно            | 295         | 323         |